# Diphyus numericus
Diphyus numericus là một loài tò vò trong họ Ichneumonidae.